# Нефедово (Ростиловское муниципальное образование)
Нефедово — населённый пункт (тип: станция) в Грязовецком районе Вологодской области. Входит в состав Ростиловского муниципального образования

## История
С 1 января 2006 года по 9 апреля 2009 года входила в Плосковское муниципальное образование, с точки зрения административно-территориального деления — в Плосковский сельсовет.

## География
Расстояние до районного центра Грязовца по автодороге — 36 км, до центра муниципального образования Ростилово по прямой — 20 км. Ближайшие населённые пункты — Починок, Кастиха, Плоское.

## Население
| 2010 |
| ---- |
| 38   |

По переписи 2002 года население — 57 человек (26 мужчин, 31 женщина). Преобладающая национальность — русские (94 %).

## Инфраструктура
Личное подсобное хозяйство. Путевое хозяйство Северной железной дороги.

## Транспорт
Автомобильный и железнодорожный транспорт. Станция Нефедово